# Joaquín Arias
Joaquín Arias Blanco (12 de novembro de 1914) foi um futebolista cubano. 

## Carreira
Joaquín Arias fez parte do elenco da histórica Seleção Cubana de Futebol que disputou a Copa do Mundo de 1938.

## Ligações Externas
- Perfil em Fifa.com (em inglês)